# Гололик лешояд
Гололикият лешояд (Torgos tracheliotos) е вид птица от семейство Ястребови (Accipitridae), единствен представител на род Torgos. Видът е световно застрашен, със статут Уязвим.

## Разпространение и местообитание
Разпространен е в Ангола, Бенин, Ботсвана, Буркина Фасо, Гамбия, Джибути, Египет, Екваториална Гвинея, Еритрея, Етиопия, Замбия, Зимбабве, Йемен, Камерун, Кения, Конго, Кот д'Ивоар, Мавритания, Малави, Мали, Мозамбик, Намибия, Нигер, Обединените арабски емирства, Оман, Руанда, Саудитска Арабия, Свазиленд, Сенегал, Сомалия, Судан, Танзания, Уганда, Централноафриканската република, Чад, Южен Судан и Южна Африка.